# Saint-Jean-de-Fos
Saint-Jean-de-Fos – miejscowość i gmina we Francji, w regionie Oksytania, w departamencie Hérault.
Według danych na rok 1990 gminę zamieszkiwało 1011 osób, a gęstość zaludnienia wynosiła 71 osób/km² (wśród 1545 gmin Langwedocji-Roussillon Saint-Jean-de-Fos plasuje się na 338. miejscu pod względem liczby ludności, natomiast pod względem powierzchni na miejscu 561.).